# 多彩榧螺
多彩榧螺（学名：Oliva multiplicata）为榧螺科榧螺屬下的一个种。